# 松平勝当
松平 勝当（まつだいら かつまさ）は、江戸時代中期から後期にかけての大名。美濃国高須藩7代藩主。官位は従四位上・左近衛少将、弾正大弼。

## 生涯
尾張藩主・徳川宗勝の五男として誕生。父・宗勝の1字を受け勝当（かつまさ、旧字体：勝當）と名乗る。
寛延元年（1748年）9月15日、徳川家重・家治父子に拝謁する。同年12月21日、従五位下・弾正大弼に叙任する。ただちに従四位下・左少将に昇進する。寛政7年（1795年）9月28日、先代藩主・松平義裕の死去により、末期養子として家督を相続した。寛政11年12月18日（1800年）、従四位上に昇進する。享和元年（1801年）9月12日、65歳で死去し、跡を養嗣子の義居が継いだ。

## 系譜
父母
- 徳川宗勝（実父）
- お登世の方 ー 清光院、馬場氏、側室（実母）
- 松平義裕（養父）

側室
- 三沢 ー 佐合氏
- 法琳院

子女
- 維君 ー 徳川宗睦の養女、前田斉広正室のち近衛基前室、生母は法琳院（側室）

養子
- 松平義居 ー 徳川治済の七男